# Upravna podjela BiH u Austro-Ugarskoj
Upravna podjela Bosne i Hercegovine u Austro-Ugarskoj sprovedena je na nekoliko upravnih razina. Zakonski ga je regulirao austro-ugarski Zakon o upravljanju Bosnom i Hercegovinom koji su parlamenti Austrije i Ugarske donijeli 1880. godine.
U početku je na čelu Bosne i Hercegovine bio general Josip Filipović, a 1882. godine uvedena je civilna uprava. 
Zbog dogovora na Berlinskom kongresu o zadržavanju vrhovne sultanove vlasti, ali i zbog dualističkog ustroja Monarhije, Bosna i Hercegovina nije pripojena ni austrijskom ni ugarskom dijelu, nego je nad njom uspostavljena zajednička vlast, kondominij i pretvorila je Bosnu i Hercegovinu u protektorat. I nakon aneksije BiH ostala je kondominijem.
BiH je bila podijeljena na šest okruga sa sjedištima u Banjoj Luci, Bihaću, Dolnjoj Tuzli, Mostaru, Sarajevu i Travniku. 
Okruzi su se dijelili na kotare kojima je broj rastao. Od 42 kotara, do 1895. došlo se na 47 kotara. Uz njih su bile 23 kotarske ispostave.
Područje grada Sarajeva bilo je izdvojeno iz nadležnosti okružne oblasti i kotarskog ureda.
Općine su bile organizirane samo u gradovima. Bivše političke općine (džemati) postali su seoske općine. Godine 1912. bilo ih je 2195. U seoskim naseljima vlast su obnašali kotarski predstojnici preko seoskih starješina.
Broj naselja sa statusom grada (s gradskom upravom) se povećao, od 46 1879. do 66 1910. godine.
Godine 1895. u BiH je živjelo u 6 okruga i 47 kotara 1.568.092 stanovnika na 51.027 km².